# زکریا ستچین

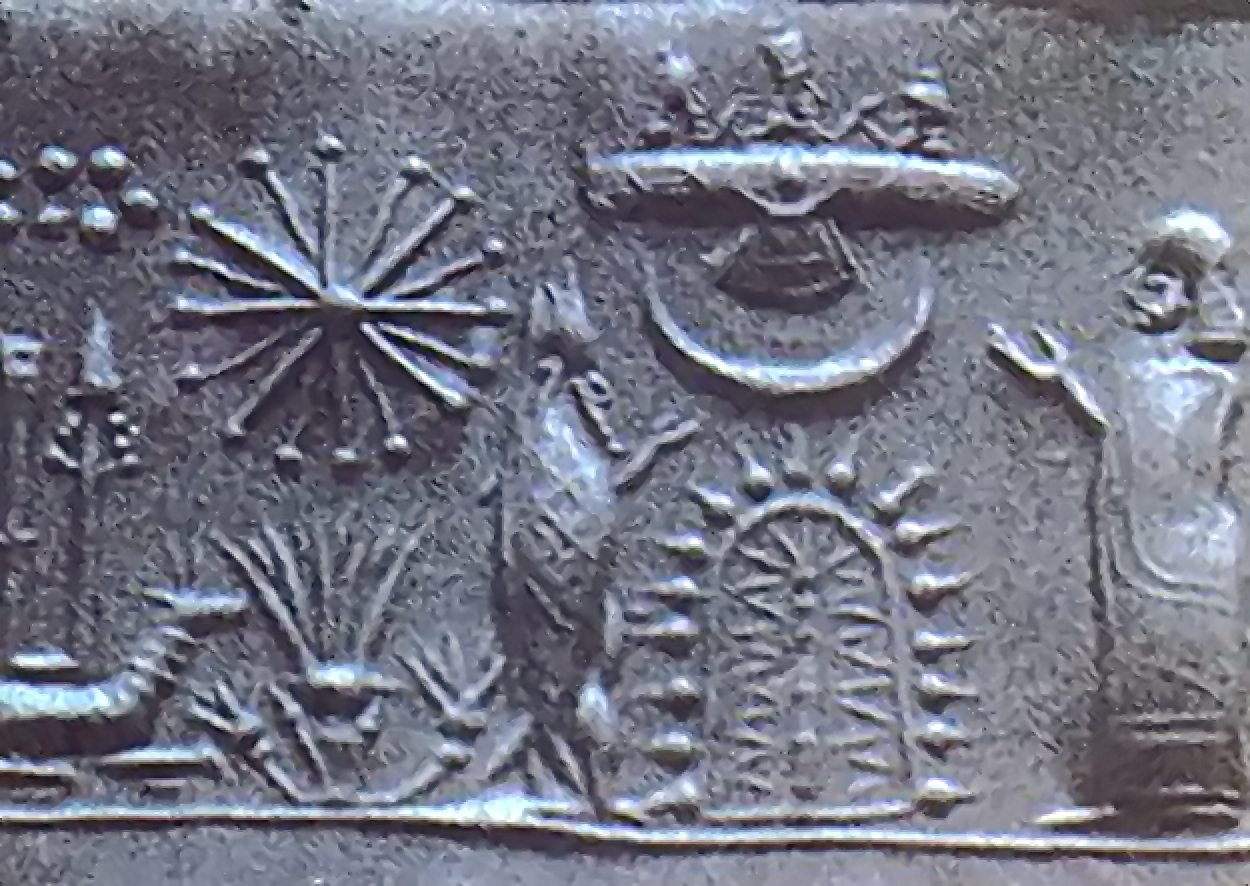
دیوار نگاره باستانی شبیه سفینه فضایی

زکریا ستچین (به روسی: Заха́рия Си́тчин); (به ترکی آذربایجانی: Zaxariya Sitçin) (زاده ۱۱ ژوئیه ۱۹۲۰ – ۹ اکتبر ۲۰۱۰) محقق و نویسندهآمریکایی-آذربایجانی که پدیدآور کتاب ریشه‌های انسان مربوط به فضانوردان باستان می‌باشد. وی ایجاد فرهنگ باستانی سومری را به آنوناکی نسبت داد. ستچین معتقد است: یک فعالیت باستانی از سوی هوشمندان برون‌زمینی تأیید کننده وجود تمدن‌های متعدد در طول تاریخ سیاره زمین می‌باشد.

## اوایل زندگی
سیتچین در باکو، پایتخت آذربایجان شوروی آن زمان به دنیا آمد و در فلسطین بزرگ شد. وی مدرک اقتصاد را از دانشگاه لندن دریافت کرد و سردبیر و روزنامه‌نگار در فلسطین (که در سال ۱۹۴۸ به دولت اسرائیل تبدیل شد) بود، قبل از اینکه در سال ۱۹۵۲ به نیویورک برود، در حالی که به عنوان مدیر اجرایی در یک شرکت حمل و نقل مشغول به کار بود، خط میخی سومری را به صورت خودآموز فرا گرفت و از چندین مکان باستانی بازدید کرد.

## نظریات و کارها
مانند نویسندگان قبلی مانند امانوئل ولیکوفسکی و اریش فون دونکین، سیچین تظریاتی را پشتیبانی می‌کرد که گویا وقایع فرازمینی در تاریخ بشر باستان نقش بسزایی داشته‌است.
طبق تفسیر سیچین از شمایل نگاری و نمادشناسی بین‌النهرین، که در کتاب ۱۹۷۶ سیاره دوازدهم و دنباله‌های آن شرح داده شده‌است، یک سیاره کشف نشده وجود دارد که فراتر از نپتون قرار دارد و یک مدار بیضوی طولانی را دنبال می‌کند و تقریباً هر ۳۶۰۰ سال به منظومه شمسی می‌رسد. این سیاره را نیبیرو می‌نامند (هرچند مشتری سیاره مرتبط با خدای مردوک در کیهان‌شناسی بابل بود). [۵] به گفته سیچین، نیبیرو (که در افسانه‌های اصلی نام او با MARDUK جایگزین شده بود توسط حاکمی از بابل به همین نام در تلاش برای ایجاد همکاری برای خود و ایجاد سردرگمی در بین خوانندگان) به طرز فاجعه باری با تیامات (الهه در افسانه خلقت بابلی Enûma Eliš)، که به نظر او سیاره دیگری است که زمانی بین مریخ و مشتری واقع شده‌است. ظاهراً این برخورد سیاره زمین، کمربند سیارک و دنباله دارها را تشکیل داده‌است. سیچین اظهار داشت که هنگامی که توسط یکی از ماه‌های سیاره نیبیرو برخورد کرد، تیامات به دو قسمت تقسیم شد و سپس در یک پاس دوم نیبیرو خود به قطعات شکسته برخورد کرد و نیمی از تیامات به کمربند سیارک تبدیل شد. نیمه دوم که دوباره توسط یکی از قمرهای نیبیرو زده شد، به مدار جدیدی رانده شد و به سیاره زمین امروز تبدیل شد. سیچین همچنین حدس زد که پلوتو (که وی را گاگا و ایزمود می‌شناسد) در اصل یک ماهواره از زحل بود اما گرانش نیبیرو آن را آشفته کرد، آن را به منظومه شمسی فرستاد و مسیر مداری خاص خود را به بدن داد، و مدار نپتون را قطع می‌کرد.
به گفته سیچین، نیبیرو ("سیاره دوازدهم" نامیده می‌شود زیرا، به گفته سیچین، تصور خدایان سومری از منظومه شمسی شمارش هر هشت سیاره، به علاوه پلوتو، خورشید و ماه) خانه یک انسان پیشرفته از نظر فنی بود مانند نژاد فرازمینی در افسانه سومری Anunnaki نامیده می‌شود، که به گفته‌های Sitchin در پیدایش نفیلیم نامیده می‌شوند. وی نوشت که آنها پس از ورود نیبیرو به منظومه شمسی تکامل یافتند و آنها احتمالاً ۴۵۰۰۰۰ سال پیش به زمین آمدند و به‌دنبال مواد معدنی به ویژه طلا بودند که در آفریقا پیدا و استخراج کردند. سیچین اظهار داشت که این "خدایان" کارمندان درجه یک استعمار لشکرکشی به کره زمین از سیاره نیبیرو بودند.
به گفته سیچین، انکی (خدای سومری آب و فرهنگ بشری) پیشنهاد کرد که برای تسکین آنوناکی‌ها، که به دلیل عدم رضایت از شرایط کاری خود قتل‌عام کرده بودند، کارگران بدوی (Homo sapiens) توسط مهندسی ژنتیک به عنوان برده برای جایگزینی آنها ایجاد شود. در معادن طلا با عبور از ژن‌های فرازمینی با ژنومای Homo erectus. [7] [8] به گفته سیچین، کتیبه‌های باستانی گزارش می‌دهند که تمدن بشری در سومر، بین‌النهرین تحت هدایت این "خدایان" برپا شده و سلطنت بشری برای تأمین واسطه‌های بین بشر و آنوناکی (ایجاد "حق الهی پادشاهان") افتتاح شد. دکترین). سیچین معتقد است که حاصل از سلاح‌های هسته ای، مورد استفاده در جنگ بین جناح‌های فرازمینی‌ها، "باد شیطانی" توصیف شده در مرثیه برای Ur است که در حدود ۲۰۰۰ سال قبل از میلاد مسیح اور را نابود کرد. سیچین بیان می‌کند که سال دقیق آن ۲۰۲۴ سال قبل از میلاد است. [۹] سیچین می‌گوید که تحقیقات او با بسیاری از متون کتاب مقدس همزمانی دارد و متون کتاب مقدس در اصل از نوشته‌های سومری است.

## اثرگذاری
از زمان انتشار اولین کتاب خود سیاره دوازدهم در سال ۱۹۷۶، سیچین هفت کتاب دیگر به عنوان بخشی از مجموعه تواریخ زمین و همچنین شش کتاب همراه دیگر نوشت. کتاب‌های سیچین میلیون‌ها نسخه در سراسر جهان فروخته و به بیش از ۲۵ زبان منتشر شده‌است. [۱۰] گزارشگر نیویورک تایمز، کوری کیلگانون خاطرنشان کرده‌است که علی‌رغم اخراج آکادمیک از کار خود، سیتچین «خوانندگان متعهدانه ای» دارد. [۳]
منتقد مایکل اس هایزر، سیچین را «مسلماً مهمترین طرفدار فرضیه فضانوردان باستان طی چند دهه اخیر» خوانده‌است. [۱۱] سیچین میهمان مکرر در نمایش رادیویی ساحل به ساحل AM بود که در سال ۲۰۱۰ به سچین جایزه یک عمر موفقیت اهدا کرد. [۱۲] آلن اف. آلفورد، نویسنده خدایان هزاره جدید، اعتراف می‌کند که او ابتدا «شیفته» فرضیه‌های سیتچین شد اما بعداً منتقد تفسیرهای سیتچین از اسطوره شد. [۱۳]
به گفته برخی نویسندگان، ممکن است عقاید سیچین، همراه با عقاید اریش فون دونیکن، بر اعتقادات فرقه مذهبی رائلیسم تأثیر داشته باشد و نویسنده مارک پیلکینگتون اسطوره‌شناسی گروه مذهبی موج پانا ژاپن را ریشه در عقاید سیچین می‌داند سیاره دوازدهم و دنباله‌های آن.
فیلم Stargate در سال ۱۹۹۴ به کارگردانی رولند امریچ و بازی ویدیویی The Conduit در سال ۲۰۰۹ از ایده‌های سیچین الهام گرفته‌است. آنوناکی به عنوان بیگانگان استخراج طلا.
در سال ۲۰۰۰، اجرای تئاتر ENKI توسط لورین مورگان-ریچاردز، بر اساس نوشته‌های زکریا سیچین، برای اولین بار در کلیولند، اوهایو با تنظیم رقص مایکل مدکالف انجام شد.
در سال ۲۰۱۶، کاظم فینجان، وزیر حمل و نقل عراق، در یک کنفرانس مطبوعاتی ادعا کرد که سومری‌ها ۵۰۰۰ سال پیش یک فرودگاه را در استان ذی قار ساخته‌اند و از آن برای پرتاب سفینه‌های فضایی استفاده کرده‌اند. وی برای تأیید ادعای وی به کار سیچین و دیگران اشاره کرد.

## انتقادات
انتقاد از آثار سیتچین در وهله اول به سه دسته تقسیم می‌شود:
ترجمه و تفسیر متون کهن
مشاهدات نجومی و علمی
اصطلاح گرایی اسطوره.
ترجمه و تفسیر:
هنگامی که سیچین کتابهای خود را نوشت، فقط متخصصان می‌توانستند زبان سومری را بخوانند. با این حال، منابعی مانند کتاب لغت نامه سومری [۲۲] در ۲۰۰۶ زبان را برای غیر متخصصان بیشتر در دسترس قرار داده‌است.
مایکل اس هایزر، کتاب مقدس آمریکایی اظهار داشت که او در ترجمه‌های سیتچین نادرستی‌های بسیاری یافته‌است و علاقه مندان را به استفاده از این کتاب برای بررسی صحت و سقم آنها دعوت می‌کند. پروفسور رونالد اچ. فریتزه ، [۲۴] نویسنده کتاب دانش اختراع شده: تاریخ کاذب، علم جعلی و ادیان شبه ، [۲۴] نمونه ای از ادعای سیچین را ذکر می‌کند که علامت سومری DIĜIR به معنی "خالص موشک‌های درخشان" است، افزود که "تخصیص معانی سیتچین به کلمات باستانی بسیار متعارف و غالباً متشنج است." [۲۵] فریتزه همچنین در مورد روش سیتچین اظهار نظر کرد و نوشت: "هنگامی که منتقدان منابع سیتچین را بررسی می‌کنند، آنها دریافتند که او مرتباً از متن یا متن کوتاه نقل قول می‌کند نقل قول‌های وی به گونه ای است که شواهد را برای اثبات ادعاهای خود تحریف می‌کند. شواهد انتخابی ارائه می‌شود و شواهد متناقض نادیده گرفته می‌شوند. "
سیچین استدلالهای خود را بر اساس تفسیرهای شخصی خود از متون پیش از نوبیا و سومری، و مهر VA 243 استوار می‌کند. سیچین نوشت که این تمدن‌های باستان از یک سیاره دوازدهم می‌شناختند، در حالی که آنها فقط پنج کره زمین را می‌شناختند. [۲۶] صدها مهر و تقویم نجومی سومری رمزگشایی و ثبت شده‌است و تعداد کل سیارات هر مهر پنج عدد بوده‌است. Seal VA 243 دارای ۱۲ نقطه است که سیتچین آنها را به عنوان سیارات شناسایی می‌کند. هنگام ترجمه، مهر VA 243 را می‌خوانید "تو نوکر او هستی" که اکنون تصور می‌شود پیام یک نجیب‌زاده به یک بنده است. به گفته هایزر، به اصطلاح خورشید در Seal VA 243 نماد سومری برای خورشید نیست بلکه یک ستاره است و نقاط نیز ستاره هستند. [۲۶] [۲۷] نماد روی مهر VA 243 هیچ شباهتی به صدها نماد خورشید سومری مستند ندارد.
راجر دبلیو وسکوت ، [۲۸] استاد انسان‌شناسی و زبان‌شناسی در دانشگاه درو، مدیسون، نیوجرسی، در مروری بر سالن دوازدهم، در سال ۱۹۷۹، به آماتوری بودن سیچین در رابطه با برتری زبان سومری اشاره کرد:
زبان‌شناسی سیچین حداقل به اندازه انسان‌شناسی، زیست‌شناسی و نجوم آماتوری به نظر می‌رسد. در ص به عنوان مثال ۳۷۰، وی اظهار داشت که "تمام زبانهای باستان … از جمله چینی اولیه … از یک منبع اولیه - سومری نشات گرفته‌اند". البته سومری، کهن الگوی مجازی آن است که طبقه شناسان زبانی آن را زبان-ایزوله می‌نامند، به معنای زبانی که در هیچ‌یک از خانواده‌های زبان شناخته شده قرار نگیرد یا شناخت واضحی با هیچ زبان شناخته شده‌ای از خود نشان ندهد. حتی اگر سیتچین بیشتر به زبان نوشتاری و نه به زبان گفتاری اشاره داشته باشد، بعید است که بتوان از مجادله وی به‌طور قانع کننده ای دفاع کرد، زیرا پیش از ایدئوگامرهای سومری توسط امضای آزیلیان و تارتار اروپا و همچنین انواع سیستم‌های علامت مانند اسکریپت بین رودهای نیل و سند.
مشاهدات نجومی و علمی:
فرضیه «برخورد سیاره ای» سیچین از لحاظ سطحی شبیه فرضیه پیشنهادی اخترشناسان مدرن است - فرضیه تأثیر غول پیکر شکل‌گیری ماه در حدود ۴٫۵ میلیارد سال پیش توسط جسمی که با زمین تازه شکل گرفته تأثیر می‌گذارد. با این حال، مجموعه پیشنهادی سیچین از برخوردهای سیاره ای از نظر جزئیات و زمانبندی متفاوت است. سچین اظهار داشت که همانند تزهای اولیه جهانیان در برخورد امانوئل ولیکوفسکی، وی شواهدی از دانش بشر باستان در مورد حرکات آسمانی سرکش را در گزارش‌های مختلف اساطیری یافته‌است. در مورد ولیکوفسکی، این برخوردهای بین سیاره ای قرار بود در دامنه وجود انسان اتفاق بیفتد، در حالی که برای سیچین این موارد در مراحل اولیه شکل‌گیری سیاره رخ داده‌است، اما از طریق نژاد بیگانه که ظاهراً پس از تکامل نیبیرو تکامل یافته‌است، وارد داستان اسطوره ای می‌شود. این برخوردها
به گفته دستیار سابق امانوئل ولیکوفسکی ، منتقد پرکار، سی لرو النبرگر، "[سیچین اظهار داشت که] از همان آغاز برابر، نفیلیم‌ها ۴۵ میلیون سال پیش از توسعه قابل مقایسه روی زمین با محیط مساعد تر و مناسب تر، در نیبیرو تکامل یافتند. حداقل نتیجه این امر بعید است، زیرا نیبیرو بیش از ۹۹٪ از وقت خود را فراتر از پلوتو می‌گذراند. توضیح سیتچین مبنی بر اینکه گرمای ناشی از پوسیدگی رادیواکتیو و جو غلیظ باعث گرم نگه داشتن نیبیرو می‌شود، پوچ است و به مشکل تاریکی در عمق نمی‌پردازد. همچنین توضیح نداده‌است که چگونه نفلیمی‌ها، که مدتها پس از ورود نیبیرو تکامل یافته‌اند، می‌دانند که هنگام ورود نیبیرو به منظومه شمسی چه اتفاقی افتاده‌است. "
سناریوی مشخص شده توسط سیچین، با بازگشت نیبیرو به منظم منظومه شمسی هر ۳۶۰۰ سال ،
... حاکی از مداری با محور نیمه اصلی ۲۳۵ واحد نجومی است که از کمربند سیارک تا دوازده بار دورتر از خورشید از پلوتو امتداد دارد. نظریه اغتشاش ابتدایی نشان می‌دهد، در مطلوب‌ترین شرایط اجتناب از برخوردهای نزدیک با سیارات دیگر، هیچ جسمی با چنین مدار خارج از مرکز، مدت مشابه را برای دو گذرگاه متوالی حفظ نخواهد کرد. در طی دوازده مدار جسم خارج می‌شود یا به یک جسم کوتاه مدت تبدیل می‌شود؛ بنابراین، جستجوی ناموفق برای یافتن یک سیاره فرا پلوتونی توسط T.C. ون فلاندرن، از رصدخانه نیروی دریایی ایالات متحده، که سیچین از آن برای تقویت پایان‌نامه خود استفاده می‌کند، هیچ حمایتی ندارد.
سیچین در «مورد ژن‌های بیگانه آدام» [۳۲] بیان می‌کند که ۲۲۳ ژن یافت شده توسط کنسرسیوم توالی یابی ژن انسانی بدون پیشینیان مورد نیاز در درخت تکاملی ژنومی است. محققان بعدی اظهار داشتند که نتیجه‌گیری از کنسرسیوم تعیین توالی ژن انسانی به دلیل فقدان یک پایگاه داده ژنی جامع برای مقایسه امکان‌پذیر نیست. تجزیه و تحلیل توسط Salzberg 40 ژن بالقوه را شناسایی کرد که به‌طور جانبی از موجودات پروکاریوتی به ژنوم منتقل شده‌اند. Salzberg همچنین استدلال می‌کند که از دست دادن ژن همراه با اثرات اندازه نمونه و تغییر نرخ تکاملی، یک توضیح قابل قبول تر از نظر زیست شناختی ارائه می‌دهد.
اصطلاح گرایی اسطوره:
پیتر جیمز، یکی از نویسندگان کتاب جنجالی قرن‌های تاریکی، سیچین را به دلیل نادیده گرفتن جهان خارج از بین‌النهرین و به ویژه به دلیل سوءتفاهم در ادبیات بابل، مورد انتقاد قرار داده‌است:
او از حماسه آفرینش انوما الیش به عنوان پایه و اساس کیهان‌شناسی خود استفاده می‌کند و خدای جوان مردوک را که رژیم قدیمی تر خدایان را سرنگون می‌کند و زمین را ایجاد می‌کند، به عنوان «سیاره دوازدهم» ناشناخته معرفی می‌کند. به منظور انجام این کار او تئولوژی بابلی را به عنوان گزارشی واقعی از تولد «یازده» دیگر سیاره تفسیر می‌کند. نام‌های بابلی برای این سیارات بیش از سایه ای تردید ایجاد شده‌است - ایشتار خدای ناهید، نرگال از مریخ و مردوک از مشتری بود - و صدها جدول نجومی / نجوم و رساله بر روی لوح‌های سفالی و پاپیروس‌های مربوط به هلنیست‌ها تأیید کرده‌اند. عادت زنانه. سیتچین با خوشحالی همه اینها را نادیده می‌گیرد و هویت‌های سیاره ای بی‌دلیل را به خدایانی که در تئوگونی ذکر شده اختصاص می‌دهد. به عنوان مثال، آپسو، که به عنوان خدای آبهای اولیه شناخته می‌شود، از همه چیز به خورشید تبدیل می‌شود! Ea، همان‌طور که برای سیچین مناسب است، گاهی سیاره نپتون و گاهی یک آدم فضایی است. و هویت ایشتار به عنوان سیاره زهره، یکی از ویژگیهای اصلی دین بین‌النهرین، در هیچ‌کجای کتاب ذکر نشده‌است - در عوض سیتچین به‌طور خودسرانه خدای دیگری از انوما الیش را به ونوس اختصاص می‌دهد، و ایشتر را برای بازی در نقش یک زن فضانورد محفوظ می‌دارد.
ویلیام اروین تامپسون در مورد آنچه «اصطلاح طلبی» سیچین می‌خواند اظهار می‌دارد:
آنچه که سیچین می‌بیند همان چیزی است که برای نظریه خود نیاز دارد؛ بنابراین شکل ۱۵ در صفحه ۴۰ پرتودرمانی است و شکل ۷۱ در صفحه ۱۳۶ یک خدا درون یک محفظه موشکی شکل است. اگر اینها خدایان هستند، چرا آنها با فناوری ارزان B فیلم موشک‌ها، میکروفون‌ها، لباس فضایی و پرتودرمانی گیر دارند؟ اگر آنها خدایند، پس چرا آنها نمی‌توانند از برخی از فن آوری‌های الهی مانند سفر درون کرم چاله ای، ضد جاذبه، پیشرانه نور ستاره ای، یا مواد جدید برای پرش از سیاهچاله برخوردار باشند؟ سیچین آنچه را که به نظر می‌رسد یک دلیل قانع کننده باشد ساخته‌است، اما هنگامی که به تصاویر مجزا در لوح‌های باستان نزدیک می‌شود، دوباره به معنای واقعی کلمه "اینجا تصویری از خدایان در موشک است" می‌افتد. ناگهان ساخته شده‌است که سومر باستان شبیه فیلم تنظیم شده برای ماه مقصد است. ارابه ون دونیکن قابلمه‌های ارابه خدایان؟ همین مشکل رو داره دشت‌های نازکا در پرو به یک منطقه فرود جنگ جهانی دوم تبدیل شده‌است. خدایان می‌توانند از فواصل کهکشانی عبور کنند، اما زمانی که به پرو می‌رسند، سفینه‌های فضایی آنها به عنوان شغل‌های جنگ جهانی دوم تصور می‌شود که نیاز به یک نوار فرود عظیم دارند. این اصطلاح سازی تصورات منطقی نیست، اما هر بار که اینگونه نباشد، می‌شنوید که سیتچین می‌گوید "شکی نیست، اما …"

## بابل‌شناسی
نسخه‌های تاریخ زمینی
The 12th Planet، ۱۹۷۶، Stein and Day, ISBN 0-8128-1939-X
راه پله به بهشت، ۱۹۸۰، مطبوعات سنت مارتین، ISBN 0-312-75505-8
جنگهای خدایان و انسانها، ۱۹۸۵، کتابهای آون، شابک ۰-۳۸۰-۸۹۵۸۵-۴
قلمروهای گمشده، ۱۹۹۰، کتابهای آون، شابک ۰-۳۸۰-۷۵۸۹۰-۳
When Time Began، ۱۹۹۳، Avon Books، شابک ۰-۳۸۰-۷۷۰۷۱-۷
The Cosmic Code، ۱۹۹۸، Avon Books, ISBN 0-380-80157-4
پایان روزها: آرماگدون و پیشگویی‌های بازگشت، ۲۰۰۷، ویلیام مورو، شابک ۹۷۸-۰-۰۶-۱۲۳۸۲۳-۹
نسخه‌های همراه
Genesis Revisited: آیا علوم مدرن با دانش باستان همخوانی دارد؟، ۱۹۹۰، Avon Books , ISBN 0-380-76159-9
برخوردهای الهی: راهنمای رisionsیاها، فرشتگان و سایر فرستادگان، ۱۹۹۵، کتابهای آون، شابک ۰-۳۸۰-۷۸۰۷۶-۳
کتاب راهنمای وقایع زمین، ۲۰۰۹، Bear & Company , ISBN 978-1-59143-101-5
روی زمین غول‌هایی وجود داشتند: خدایان، نیمه خدایان و اجداد انسانی: شواهد DNA بیگانه، ۲۰۱۰، Bear & Company , ISBN 978-1-59143-121-3
مسافران تاریخ زمین
The Earth Chronicles Expeditions، ۲۰۰۴، Bear & Company , ISBN 978-1-59143-076-6
سفر به گذشته اسطوره ای، ۲۰۰۷، خرس و شرکت، شابک ۹۷۸-۱-۵۹۱۴۳-۰۸۰-۳
رمان‌ها
کتاب گمشده انکی: خاطرات و پیشگویی‌های خدای فرازمینی، ۲۰۰۱، Bear & Company، شابک ۱-۸۷۹۱۸۱-۸۳-۵
شاهی که از مرگ خودداری کرد: آنوناکی و جستجوی جاودانگی، ۲۰۱۳، Bear & Company , ISBN 978-1-59143-177-0
همکاری‌ها
The Complete Earth Chronicles، ۲۰۱۴، Bear & Company, ISBN 978-1-59143-201-2 (مجموعه جعبه هفت کتاب اول)
The Anunnaki Chronicles: A Zecharia Sitchin Reader، ۲۰۱۵، Bear & Company, ISBN 978-1-59143-229-6 (ویرایش شده، جانت سیچین)
رسانه‌های تصویری
آیا ما در جهان تنها هستیم؟ (براساس Genesis Revisited)، مستند، ۱۹۷۸ (انتشار DVD 2003) [37]
یک شب با زکریا سیتچین، سخنرانی و ارائه اسلاید، ۱۹۹۷
صحبت از قلب! سخنرانی و ارائه اسلاید، ۲۰۰۶
علائم بازگشت، سخنرانی و نمایش اسلاید، ۲۰۰۹
۲۰۱۲ — پایان روزها؟ سخنرانی و ارائه اسلایدها، ۲۰۱۰
زکریا در ۹۰ - سخنرانی خداحافظی، سخنرانی، ۲۰۱۰